# Морський крайт великий
Морський крайт великий  (Laticauda semifasciata) — отруйна змія з роду морських крайтів родини Аспідових. Інша назва «китайська морська змія».

## Опис
Загальна довжина (L. + L.cd.) сягає 2 м, довжина тулубу з головою (L.) — до 120 см. Спостерігається статевий диморфізм — самиці більше за самців. Забарвлення верхньої сторони тулуба сірувате або зеленувате з 30—42 коричневими поперечними перев'язами, черево жовтуватого кольору. Верхня губа коричнева. Нижня частка міжщелепного щитка по довжині майже дорівнює своїй ширині. Між передлобними щитками є непарний щиток. Тім'яні щитки контактують з нижнім заочноямкових щитком. Навколо тулуба тягнуться 21—23 рядків лусок. Черевних щитків — 195—205, підхвостових щитків у самиць 32—36 пар, у самців — 38—43.

## Поширення
Мешкає на островах Рюкю, в Жовтому морі на південь до острова Тайвань, Філіппінах, Молуккських островах, в Індонезії. Іноді трапляється в затоці Петра Великого (Росія).

## Спосіб життя
Полюбляє морські нетрі поблизу берегів. Через необхідність пити прісну воду, він регулярно вирушає на сушу, щоб напитися. Тримається скелястих мисів та кам'яних берегів, де смугасте забарвлення маскує під місцевість. Активний уночі. Вельми отруйна змія, отрута сильно токсична. 
Харчується рибою, зокрема морськими вуграми.
Це яйцекладна змія. Самиця на суші відкладає до 10 яєць.

## Стосунки з людиною
На цю змію полюють заради красивої та якісної шкіри. До того ж м'ясо їстівне. В азійських країнах його вживають у смаженому та копченому вигляді. Вважається, що м'ясо активує статевий потяг.